# ماموت لیکس (کالیفرنیا)
ماموت لیکس (به انگلیسی: Mammoth Lakes) شهری در شهرستان مونو ایالت کالیفرنیا است که در سرشماری سال ۲۰۱۰ میلادی، ۸۲۳۴ نفر جمعیت داشته است.